# Маркета Ірглова
Маркета Ірглова (нар. 28 лютого 1988) — чесько-ісландська співачка, авторка пісень, музикантка й акторка, яка зіграла головну роль у фільмі «Одного разу», за яку отримала низку головних нагород, зокрема «Оскар» за найкращу оригінальну пісню («Falling Slowly»), зі сценаристом і партнером по фільму Гленом Гансардом.

## Ранні роки
Ірглова почала брати уроки гри на фортепіано у 7 років, а грати на гітарі у 8.

## Кар'єра
Ірглова є учасницею гурту «The Swell Season» з Гленом Гансардом. Гурт випустив свій однойменний альбом на Overcoat Recordings у 2006 році. У 2007 році Ірглова знялася в інді-фільмі «Одного разу». Ірглова була співавтором багатьох пісень для фільму, включно з «Falling Slowly», за яку отримала премію «Оскар» за найкращу оригінальну пісню. Фільм отримав приз глядацьких симпатій World Cinema Audience Award як драматичний фільм на кінофестивалі «Санденс» у 2007 році. Ірглова з'явилася у саундтреку до фільму 2007 року «Мене там немає» із версією пісні Боба Ділана «You Ain't Goin' Nowhere» від «Swell Season».
Під час нагородження «Оскаром» Ірглов і Гансарда розіграли перед їхньою промовою. Пізніше ввечері комік Джон Стюарт зупинив шоу та повернув її на сцену для завершення виступу. На завершення вона побажала «чесної гри тим, хто сміє мріяти».
У 2012 році бродвейська адаптація «Одного разу» (мюзикл) отримала вісім нагород «Тоні» та премію «Греммі» за найкращий музично-театральний альбом.
У 2022 році Ірглова була однією з учасниць Söngvakeppnin 2022, ісландського національного відбору на пісенний конкурс Євробачення 2022, де вона брала участь з піснею «Mögulegt»/ «Possible».
У березні 2022 року Ірглова з «The Swell Season» вирушила в тур шістьма містами США.
У 2023 році співачка спробувала поїхати на Євробачення 2023, на цей раз від Чехії з піснею «Happy». На відборі ESCZ 2023 вона посіла 4 місце з 5, отримавши 1,009 балів.

## Особисте життя

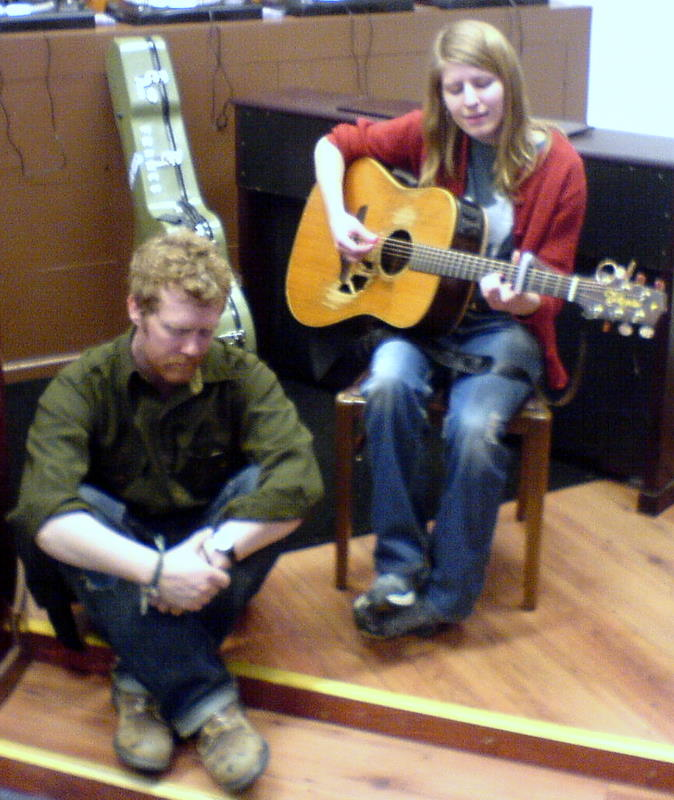
Ірглова з Гансардом виступають у Деррі, Північна Ірландія, 2006 рік

Ірглова познайомилася з Гленом Гансардом у 2001 році, коли їй було 13. Її батьки організували музичний фестиваль у Чехії та запросили «The Frames». Гансард відіграв значну роль не лише в її становленні як артистки та автора пісень, але й у початку її кар'єри. Хоча вони познайомилися роками раніше, її романтичні стосунки з Гансардом почалися під час знімання фільму «Одного разу» і тривали до 2009 року.
У 2012 році Ірглова переїхала до Рейк'явіка, Ісландія, де зустріла ісландського музичного продюсера Стурлу Міо Торіссона (Sturla Mio Thorisson) під час запису свого першого сольного альбому «Anar». Пізніше вони побралися і зараз мають трьох спільних дітей. Ірглова вільно розмовляє ісландською мовою та має подвійне громадянство Чехії та Ісландії.

## Дискографія

### З «The Swell Season» (2006—2009)
- The Swell Season (2006)
- Одного разу (саундтрек) (2007)
- Strict Joy (2009)

### Соло

#### «Anar» (2011)
Перший повноцінний сольний альбом Ірглової отримав назву «Anar». Посилаючись на творчість, починаючи від Отіса Реддінга, до Ніка Кейва та «Bad Seeds» і закінчуючи саундтреком до «Ісус Христос — суперзірка», Ірглова використала численні впливи для створення тонкого балансу ефірного вокалу та розширення інструментальних партій у своєму дебютному альбомі з 12 композицій, включаючи R&B вплинула на «Go Back» і проникливу пісню «Crossroads». Ілюстрація обкладинки Нахіда Хагігата.

#### «Muna» (2014)
Якщо її дебютний досліджував динаміку інтимних особистих стосунків, то нова платівка є документом духовного пошуку. Написаний протягом року та записаний за шість місяців із продюсером/інженером Стурлою Міо Торіссоном, у ньому використовуються повні хорові, струнні та ударні частини, а також запрошені співаки Роб Бохнік (The Frames), іранська даф-виконавиця та вокалістка Аїда Шахгасемі та Маркета рідна сестра Зюзі на бек-вокалі. Загалом, 27 учасників.
«Muna» в перекладі з ісландської означає «пам'ятати». Спогад про те, що було забуто, є постійною темою в цьому записі. "Я вперше була в Ісландії з «Swell Season», — каже Маркета. «Тоді я закохалася в неї і мені було сумно їхати, хоча я знала, що одного дня щось мене поверне сюди. Мене надихає відкритий простір, дика природа, сильна енергетика землі. Є гармонія, баланс, щось, що дозволяє вільніший потік творчості. Легше бути єдиним цілим із собою і єдиним цілим з усім і всіма навколо. На мою думку, це робить мистецтво кращим».
Відповідно до хорових текстур, «Muna» — це альбом святих, ангелів і псалмів (молитва Господня з'являється в «Without A Map»). Пісні, зізнається Маркета, були частково натхненні рок-оперою Ендрю Ллойда Веббера та Тіма Райса «Ісус Христос — суперзірка».
Загалом, музичні та ліричні теми альбому знаходять розраду в незначності індивідуальних турбот у порівнянні з масштабом всесвіту. Це результат, каже Маркета, процесу дорослішання, «проходження через важкі часи, втрати та відчуття, що залишилися самотніми, щоб знайти дорогу назад. Звертатися до чогось — чи когось — більшого за мене, щоб зрозуміти щось, що взагалі не мало сенсу. Відчуваю бажання зменшити масштаб і розширити об'єктив, крізь який я дивлюся на світ — від особистого до всесвітнього та, зрештою, до універсального. Набагато легше відчувати себе жертвою, живучи в мікрокосмосі наших особистих драм. Але як тільки ми відкриваємо свій розум макрокосмосу, частиною якого ми є, проблеми, які здавалися такими великими, починають здаватися маленькими, і це є початком того, що ми підіймаємося над ними та змінюємо своє життя на краще».
Ілюстрація обкладинки Нахіда Хагігата.

#### «Lila» (2022)
Третій сольний альбом, який представляє колекцію пісень на тему кохання в різних іпостасях: фальшиве, вічне, чуттєве.
Сповідальна природа платівки пропонує зрозуміти як Іргловій вдалося знайти баланс у кар'єрі митця, дружини та матері, водночас охопивши повний парадокс кохання, яке пом'якшує, хоча й надає сили.
Основа альбому з 9 пісень — любов. Він показує, що Ірглова живе життям своєї мрії, відкриваючи розуміння цілющої сили кохання та перебуваючи у мирі з тим, що ви не можете контролювати. Як зазначає авторка: «Просто сидіти з речами, які я не можу змінити, а не намагатися їх вирішити чи втекти від них, привело мене в глибше місце у моєму серці, і я вдячна за це».
Запис вийшов після 8-річної перерви, під час якої Ірглова вийшла заміж, народила трьох дітей і побудувала студію, постійно працюючи над музикою у певні роки.

## Фільми
- Одного разу (2007)
- The Swell Season (2011)
- Дім тут (2016)

## Телебачення
- Live from the Artists Den: The Swell Season (сезон 1, епізод 8, 28 лютого 2008)
- Епізод «Сімпсонів» «В ім'я діда» (2009)

## Нагороди та номінації

### Нагороди
- Премія «Оскар» 2008 року за досягнення у галузі музики, написаної для кінофільму (оригінальна пісня) — «Falling Slowly» «Одного разу»
- Critics' Choice Award 2008 Найкраща оригінальна пісня — «Falling Slowly» з «Одного разу»
- Премія Асоціації кінокритиків Лос-Анджелеса 2008 за найкращу оригінальну музику — «Одного разу»

### Номінації
- Премія «Греммі» 2008 Найкраща пісня, написана для кіно, телебачення чи інших візуальних медіа — «Falling Slowly» з «Одного разу»
- Премія «Греммі» 2008, найкращий збірник саундтреків до фільму, телебачення чи інших візуальних медіа — «Одного разу»